# Aapravasi Ghat
El Aapravasi Ghat o Dipòsit d'immigrants,(Hindi: आप्रवासी घाट Aapravasi Ghat) a Port Louis, a Maurici, és un complex d'edificis de 0,1640 ha; contenen els escassos indicis de les primeres construccions realitzades per rebre els treballadors de l'Índia. El 2006 l'Aapravasi Ghat va ser inscrit en el Patrimoni de la Humanitat de la UNESCO.
Des de 1849 fins a 1923, mig milió de treballadors indis contractats van passar pel dipòsit d'immigració, per a ser transportats a les plantacions a tot l'Imperi Britànic. La migració a gran escala dels treballadors van deixar una marca indeleble en les societats de moltes antigues colònies britàniques, amb els indis que constitueixen una proporció substancial de les seves poblacions nacionals.Només a Maurici, el 68 per cent de la població total actual és d'ascendència índia. Així, el dipòsit d'immigració s'ha convertit en un referent important en la història i la identitat cultural de Maurici.
El desenvolupament urbanístic sense control a la meitat del segle XX ha fet que només les restes parcials de tres edificis de pedra de tot el complex hagin sobreviscut. Aquests estan ara protegits com a monument nacional, en virtut de la legislació del patrimoni nacional de Maurici.

## Localització
El dipòsit d'immigrants va ser construït al costat est de la badia protegida de Trou Fanfaron a Port Louis, la capital de Maurici. El conjunt històric es compon actualment de les restes parcials de tres edificis de pedra que daten de la dècada de 1860, construïda al lloc on hi havia un altre dipòsit anteriorment. Consisteix en la porta d'entrada i l'edifici de l'hospital, les restes dels coberts d'immigració, i els vestigis de les cambres de servei.
La utilització de terres posteriors a conseqüència del desenvolupament urbà han fet traslladar la ubicació del dipòsit d'Immigració a l'interior. El Caudan Waterfront, un port esportiu està desenvolupant-se com un centre econòmic i turístic, es troba més enllà del lloc.